# Grubreisentürme
Die Grubreisentürme 2266 m ü. A. sind felsige Erhebungen des Grubreisengrates im Karwendel nördlich von Innsbruck. Dieser ist ein nach Norden bzw. im weiteren Verlauf nach Nordwesten führender Seitenkamm der Inntalkette.
Der Kamm zweigt bei der Östlichsten Kaminspitze von der Inntalkette in nördliche Richtung ab. Zuerst senkt er sich bis zur etwa 2150 Meter hohen Grubreisenscharte ab, die einen Übergang vom östlich gelegenen Tunigskar zum Steinkar auf der Westseite bietet. Nördlich der Scharte bildet der insgesamt etwa 1,5 Kilometer lange Grat ein unübersichtliches Felsmassiv mit vielen Zacken und Türmen. Der höchste davon ist der Südliche Grubreisenturm 2266 m, weitere prominentere Erhebungen sind der Melzerturm 2223 m, der Grubreisen Jungmannschaftsturm 2150 m und der Nordturm 2260 m.
Bekannt sind die Grubreisentürme vor allem als Ziel für Kletterer. Häufig begangen wird der Südgrat des Südlichen Grubreisenturms. Der Grat wurde bereits 1890 von Purtscheller und Hochrainer begangen. Im Jahr 2008 wurde der Grat mit Bohrhaken saniert, sodass vor allem die zwei Schlüsselstellen im Grad VI- der UIAA-Skala gut abgesichert sind. Ebenfalls am Südturm befindet sich die Ostverschneidung (VI+).